# Czyste Jezioro (gmina Karsin)
Czyste Jezioro (kasz. Czësté Jezoro) – jezioro w województwie pomorskim, w powiecie kościerskim, w gminie Karsin, leżące w mezoregionie Bory Tucholskie.

## Charakterystyka
Jest to przepływowe jezioro wytopiskowe na południowym skraju Wdzydzkiego Parku Krajobrazowego na obszarze Kaszub Południowych. W kierunku zachodnim od jeziora znajduje się wieś Wdzydze Tucholskie, zaś w południowym byłe lotnisko wojskowe w Borsku.

## Dane morfometryczne
Powierzchnia zwierciadła wody według różnych źródeł wynosi od 31,0 ha do 39 ha.
Zwierciadło wody położone jest na wysokości 134,8 m n.p.m.